# Platja de Vinyals
La platja de Vinyals és una platja urbana de la costa del Maresme, situada al municipi de Cabrera de Mar (Maresme). Limita al nord amb el torrent del Molí, que la separa de la platja de Cabrera (zona de la platja del Molí), i al sud amb el límit del terme municipal de Vilassar de Mar, on enllaça amb la platja de l'Almadrava. Transcorre paral·lela a la via del tren i a la carretera N-2. Disposa de vigilància, equip de socorrisme i accesos i serveis per a persones amb mobilitat reduïda.
Prop de la desembocadura del torrent del Molí hi havia l'edifici del Club Nàutic Cabrera de Mar, que va cessar la seva activitat l'any 2019 per no complir la Llei de Costes, i va ser enderrocat el 2021.